# Desinformació relacionada amb la pandèmia de la COVID-19
La pandèmia per coronavirus de 2019-2020 de la COVID-19 ha donat lloc a teories de la conspiració i desinformació sobre el seu origen, escala i la prevenció, diagnòstic i tractament de la malaltia. La informació falsa, inclosa la desinformació intencionada, s'ha difós a través de les xarxes socials, missatges de text, i mitjans de comunicació de masses, incloent els mitjans estatals de països com la Xina, Iran, i Turkmenistan. Segons informes, també s'ha propagat per operacions encobertes recolzades per estats com l'Aràbia Saudita i la Xina per generar pànic i sembrar desconfiança en altres països. En alguns països, com l'Índia, Bangladesh, i Etiòpia, hi ha periodistes que han estat arrestats per presumptament difondre notícies falses sobre la pandèmia.
Les falses notícies han estat propagades per famosos, polítics (inclosos caps d'estat de països com els Estats Units, Iran, i Brasil,) i altres personatges públics destacats. La UE ha al·legat que els mitjans estatals russos i xinesos han propagat la desinformació; alguns experts en mitjans de comunicació coincideixen, culpant també el president dels Estats Units, Donald Trump. Les estafes comercials han afirmat oferir proves a casa, suposats preventius i curacions "miraculoses". Diversos grups religiosos han afirmat que la seva fe els protegirà del virus. Algunes persones han afirmat que el virus és una arma biològica filtrada accidentalment o intencionadament des d'un laboratori, un esquema de control de població o el resultat d'una operació d'espionatge, o del costat efecte de les actualitzacions 5G a les xarxes dels mòbils.
L'Organització Mundial de la Salut ha declarat una “infodèmia” d'informació incorrecta sobre el virus, que comporta riscos per a la salut mundial. Tenint en compte aquest risc global, l'OMS va anunciar que treballava amb la Fundació Wikimedia per ajudar a llicenciar lliurement les seves infografies i altres materials per ajudar en l'esforç del treball per combatre la desinformació.

## Teories de l'origen dels virus
La majoria dels viròlegs creuen que el virus SARS-CoV-2 es va originar en ratpenats i es va transferir als humans a través d'un salt d'espècie, possiblement amb un altre hoste animal intermedi. No obstant això, s'han explicat moltes altres històries sobre l'origen, que van des de les afirmacions de complots secrets per part d'opositors polítics fins a la teoria de la conspiració sobre els telèfons mòbils. El Pew Research Center va trobar, per exemple, que un de cada tres nord-americans creia que el nou coronavirus s'havia creat en un laboratori; un de cada quatre va pensar que havia estat dissenyat intencionadament.

## Notificació errònia de xifres de morbiditat i mortalitat
Informar correctament del nombre de persones malaltes o que havien mort va ser una lluita, especialment durant els primers dies de la pandèmia. Als Estats Units, la manipulació de la pandèmia en matèria de salut pública s'ha vist obstaculitzada per l'ús de tecnologia arcaica (incloses les màquines FAX i formats incompatibles), un flux i gestió de dades deficients (o fins i tot sense accés a les dades) i la manca general de normalització i lideratge. Les lleis de privadesa van dificultar el seguiment de contactes i els esforços per trobar casos, cosa que va provocar un infradiagnòstic i informes insuficients.
Hi han hagut acusacions de subinformació, sobreinformació i altres problemes, produits de forma intencionada. Les dades necessàries es van corrompre en alguns llocs, per exemple, a nivell estatal als Estats Units.

## La propagació de la malaltia
Al començament de la pandèmia, es coneixia poca informació sobre com es contagiava el virus, quan les persones malaltes (o gairebé asimptomàtiques) eren contagioses o quines eren més vulnerables a la infecció, a les complicacions greus o a la mort. Durant el 2020, va quedar clar que la principal via de propagació era l'exposició a les gotes respiratòries carregades de virus produïdes per una persona infectada. També hi va haver algunes primeres preguntes sobre si la malaltia podria haver estat present abans del que es va informar; no obstant això, investigacions posteriors van desmentir aquesta idea.

## Prevenció
La gent va provar moltes coses diferents per prevenir la infecció. De vegades, la desinformació eren una falses afirmacions d'eficàcia, com ara afirmació que el virus no es podia propagar durant les cerimònies religioses, i altres; i altres vegades, la desinformació eren falses afirmacions d'ineficàcia, com afirmar que la desinfectant de mans a base d'alcohol no funcionava. En altres casos, especialment pel que fa als consells de salut pública sobre l'ús de mascaretes durant la pandèmia, proves científiques addicionals van donar lloc a diferents consells al llarg del temps.
Així:
Eficàcia del desinfectant de mansDient que els sabons eren antibacterians però sense afectació sobre els virus.
Ús públic de màscares facialsTot i que les autoritats, especialment a Àsia, van recomanar l'ús de màscares facials en públic, en altres parts del món els consells conflictius van provocar confusió entre la població en general. Tot això va donar lloc a dubtes de la seva eficàcia, fins i tot, posteriorment, dient que servien per res i que podien ser perjudicials provocant nivells baixos d'oxigen a la sang, nivells alts de diòxid de carboni o afeblint el sistema immunitari.
AlcoholHavent indicat que la ingesta d'alcohol era protectora, quan en realitat era un increment del risc per la salut. També es van produir enverinaments per ingesta de metanol.
Begudes calentesDient que beure begudes al voltant dels 30º protegia de contraure la malaltia. Ha tingut predicament a Amèrica Llatina.
Immunitat vegetarianaDient, a l'Índia, que els vegetarians eren immunes a la COVID. Sota consignes de No carn - no coronavirus.
Protecció religiosadient que la seva fe els protegia; com per exemple els jueus ultra-ortodoxes o alguns grups religiosos islamistes i cristians (com l'Església de Grècia).
Cocaïnadient que esterilitzava la gola.
Vibracions als pulmons
Menjarper ingesta del fruit verinós de la Datura.

## Desinformació referent a les vacunes

### Paper de l'ARNm
L'ús de vacunes basades en l'ARNm per al COVID-19 ha estat la base de la desinformació difosa a les xarxes socials, afirmant erròniament que l'ús d'ARN modifica d'alguna manera l'ADN d'una persona, o emfatitzant en el registre de seguretat desconegut de la tecnologia, tot ignorant l'acumulació de proves que han implicat desenes de milers de persones.

### Infertilitat
En una publicació viral al blog, el polític alemany Wolfgang Wodarg, juntament amb l'exempleat de Pfizer, Michael Yeadon, van difondre informació errònia afirmant que les vacunes COVID-19 causen infertilitat en les dones. En comentar aquestes afirmacions, David Gorski va escriure "El més trist és que aquest duo no tan dinàmic provoca el veritable temor que les noves vacunes COVID-19 tornin les dones estèrils i ho estiguin fent basant-se en ximpleries especulatives".

### Vacuna contra la poliomielitis com a vector de la COVID-19
Unes publicacions a les xarxes socials a Camerun van impulsar una teoria de la conspiració segons la qual les vacunes contra la poliomielitis contenien coronavirus, complicant encara més l'erradicació de la poliomielitis més enllà de les dificultats logístiques i de finançament creades per la pandèmia COVID-19.

### Paràlisi de Bell
S'han difós a les xarxes socials afirmacions que el tozinameran (la vacuna Pfizer-BioNTech COVID-19) provoca la paràlisi de Bell. Tot i que és cert que, durant l'assaig, quatre dels 22.000 participants de l'assaig tenien paràlisi de Bell, la FDA va observar que la "freqüència de la paràlisi de Bell informada en el grup de vacunes és coherent amb la taxa d'antecedents esperada en la població general".

### Potenciació per anticossos de la infecció
La potenciació per anticossos de la infecció (ADE) és un fenomen en què la unió d'un virus a anticossos subòptims millora l'entrada del virus a les cèl·lules hostes, seguida del lògic empitjorament de la infecció. S'ha observat ADE en estudis amb animals durant el desenvolupament de vacunes contra coronavirus, però a 14 de desembre de 2020 no s'havien observat incidències en assaigs de vacunes en humans. No obstant això, els activistes contra la vacunació citen falsament l'ADE com una raó per evitar la vacunació contra la COVID-19.

### Consideracions sobre una vacuna abans que existís
Diverses publicacions a les xarxes socials van promoure una teoria de la conspiració afirmant que en les primeres etapes de la pandèmia es coneixia el virus i que ja hi havia una vacuna disponible. PolitiFact i FactCheck.org van assenyalar que en aquell moment no existia cap vacuna contra el COVID-19. Les patents citades per diverses publicacions de xarxes socials fan referència a patents existents per a seqüències genètiques i vacunes per a altres soques de coronavirus com el coronavirus de la SARS. L'OMS va informar que, a partir del 5 de febrer de 2020, malgrat que es van descobrir notícies sobre "fàrmacs avançats", no es coneixia cap tractament eficaç; això incloïa que els antibiòtics i els tractaments fitoteràpics no eren útils.
A Facebook, una publicació àmpliament compartida afirmava a l'abril de 2020 que set nens senegalesos havien mort perquè havien rebut una vacuna COVID-19. No existia en aquell moment cap vacuna d'aquest tipus, tot i que en aquella època hi havia algunes en assaigs clínics.

### Material de fetus avortat en la vacuna
Al novembre de 2020, es va publicar a la web que AZD1222, una vacuna COVID-19 desenvolupada per la Universitat d'Oxford i AstraZeneca, "contenia" teixits de fetus avortats. Si bé és cert que les línies cel·lulars derivades d'un fetus avortat el 1970 havien tingut un paper en el procés de desenvolupament de la vacuna, aquelles molècules cel·lulars estan completament separades de la mateixa vacuna.